# Elitserien (Eishockey) 2007/08
Die Elitserien-Saison 2007/08 war die 33. Spielzeit der schwedischen Elitserien. Die Vorrunde wurde vom 24. September 2007 bis 8. März 2008 ausgespielt, die Play-offs begannen am 11. März und endeten mit dem letzten Finalspiel am 18. April. Schwedischer Meister 2007/08 wurde der HV71. In der Kvalserien, einer Relegationsrunde zwischen den besten vier Teams der zweitklassigen HockeyAllsvenskan und den beiden Letztplatzierten der Elitserien, mussten der Mora IK und Brynäs IF antreten, in der Mora seinen Startplatz in der Elitserien an Rögle BK verlor.

## Reguläre Saison

### Modus
Die zwölf Mannschaften der Elitserien trugen jeweils fünf Spiele gegeneinander aus. Dabei hatten sechs Mannschaften 28 Heimspiele und 27 Auswärtsspiele, die anderen Mannschaften bestritten hingegen 27 Heimspiele und 28 Auswärtsspiele. Eine Mannschaft, die in dieser Saison mehr Heimspiele austragen durfte, hatte in der nächsten Saison, soweit sie nicht abstieg, weniger Heimspiele.
Ein Sieg in der regulären Spielzeit bringt einer Mannschaft drei Punkte. Bei Toregleichheit nach der regulären Spielzeit wird eine Verlängerung ausgetragen, in der der Sieger zwei Punkte, der Verlierer hingegen einen Punkt erhält. Bei einem Unentschieden nach der Verlängerung erhält jedes Team einen Punkt. Für eine Niederlage in regulären Spielzeit gibt es keine Punkte.

### Abschlusstabelle
|     | Klub           | Sp | S  | U  | N  | OTS | Tore    | TD  | Punkte |
| --- | -------------- | -- | -- | -- | -- | --- | ------- | --- | ------ |
| 1.  | HV71           | 55 | 31 | 11 | 13 | 3   | 178:132 | +46 | 107    |
| 1.  | Linköpings HC  | 55 | 21 | 20 | 14 | 9   | 166:153 | +13 | 92     |
| 1.  | MODO Hockey    | 55 | 26 | 7  | 22 | 5   | 153:150 | +3  | 90     |
| 1.  | Färjestad BK   | 55 | 25 | 11 | 19 | 3   | 169:147 | +22 | 89     |
| 1.  | Timrå IK       | 55 | 23 | 9  | 23 | 5   | 134:136 | −2  | 83     |
| 1.  | Frölunda HC    | 55 | 23 | 10 | 22 | 3   | 159:157 | +2  | 82     |
| 1.  | Djurgårdens IF | 55 | 21 | 14 | 20 | 2   | 145:139 | +6  | 79     |
| 1.  | Skellefteå AIK | 55 | 19 | 16 | 20 | 2   | 135:141 | −6  | 75     |
| 9.  | Södertälje SK  | 55 | 18 | 13 | 24 | 2   | 123:129 | −6  | 69     |
| 10. | Luleå HF       | 55 | 17 | 13 | 25 | 2   | 139:164 | −25 | 66     |
| 11. | Mora IK        | 55 | 17 | 13 | 25 | 2   | 133:160 | −27 | 66     |
| 12. | Brynäs IF      | 55 | 16 | 9  | 30 | 4   | 152:178 | −26 | 61     |

Sp = Spiele, S = Siege, U = unentschieden, N = Niederlagen, OS = Overtime-Siege, TD = Tordifferenz, P = Punkte 

### Topscorer
Abkürzungen: Sp = Spiele, T = Tore, A = Assists, P = Punkte
|    | Spieler             | Team        | Sp | T  | A  | P  |
| -- | ------------------- | ----------- | -- | -- | -- | -- |
| 1. | Tony Mårtensson     | Linköpings  | 55 | 17 | 50 | 67 |
| 2. | Mattias Weinhandl   | Linköpings  | 54 | 35 | 27 | 62 |
| 3. | Pavel Brendl        | Brynäs      | 54 | 31 | 24 | 55 |
| 4. | Niklas Andersson    | Frölunda    | 48 | 12 | 37 | 49 |
| 5. | Tomi Kallio         | Frölunda    | 54 | 27 | 20 | 47 |
| 6. | Jukka Voutilainen   | HV71        | 51 | 26 | 20 | 46 |
|    | Anders Söderberg    | Skellefteå  | 54 | 21 | 25 | 46 |
| 8. | Fredrik Bremberg    | Djurgårdens | 52 | 11 | 34 | 45 |
| 9. | Andreas Salomonsson | MODO        | 48 | 15 | 28 | 43 |
|    | Johan Davidsson     | HV71        | 47 | 9  | 34 | 43 |

|    | Spieler           | Team       | Sp | T  |
| -- | ----------------- | ---------- | -- | -- |
| 1. | Mattias Weinhandl | Linköpings | 54 | 35 |
| 2. | Pavel Brendl      | Brynäs     | 54 | 31 |
| 3. | Tomi Kallio       | Frölunda   | 54 | 27 |
| 4. | Magnus Wernblom   | MODO       | 54 | 27 |
| 5. | Jukka Voutilainen | HV71       | 51 | 26 |
|    | Pelle Prestberg   | Färjestad  | 54 | 26 |

|    | Spieler          | Team        | Sp | A  |
| -- | ---------------- | ----------- | -- | -- |
| 1. | Tony Mårtensson  | Linköpings  | 55 | 50 |
| 2. | Niklas Andersson | Frölunda    | 48 | 37 |
| 3. | Johan Davidsson  | HV 71       | 47 | 34 |
|    | Fredrik Bremberg | Djurgårdens | 52 | 34 |
| 5. | Riku Hahl        | Timrå       | 48 | 31 |

|    | Spieler           | Team        | Sp | +/- |
| -- | ----------------- | ----------- | -- | --- |
| 1. | Jukka Voutilainen | HV71        | 51 | +21 |
| 2. | Johan Davidsson   | HV71        | 47 | +18 |
|    | Petri Pakaslahti  | Södertälje  | 54 | +18 |
| 4. | Andreas Pihl      | Linköpings  | 49 | +17 |
| 5. | Timmy Pettersson  | Djurgårdens | 54 | +16 |

|    | Spieler         | Team       | Sp | SM  |
| -- | --------------- | ---------- | -- | --- |
| 1. | Lance Ward      | HV71       | 52 | 212 |
| 2. | Andreas Jämtin  | HV71       | 51 | 167 |
| 3. | Kristián Kudroč | Södertälje | 51 | 156 |
| 4. | Per Ledin       | HV71       | 52 | 137 |
| 5. | André Lakos     | Färjestad  | 33 | 130 |
|    | Martin Chabada  | Luleå      | 44 | 130 |

## Play-offs
Die Play-offs wurden im Modus Best-of-Seven ausgetragen.

### Turnierbaum
| Viertelfinale | Viertelfinale  | Viertelfinale |    |               | Halbfinale | Halbfinale | Halbfinale |  |  | Finale | Finale | Finale |
|               |                |               |    |               |            |            |            |  |  |        |        |        |
| 1.            | HV71           | 4             |    |               |            |            |            |  |  |        |        |        |
| 8.            | Skellefteå AIK | 1             |    |               |            |            |            |  |  |        |        |        |
| 8.            | Skellefteå AIK | 1             | 1. | HV71          | 4          |            |            |  |  |        |        |        |
|               |                |               | 1. | HV71          | 4          |            |            |  |  |        |        |        |
|               | 5.             | Timrå IK      | 2  |               |            |            |            |  |  |        |        |        |
| 3.            | 5.             | Timrå IK      | 2  | MODO Hockey   | 1          |            |            |  |  |        |        |        |
| 3.            |                |               |    | MODO Hockey   | 1          |            |            |  |  |        |        |        |
| 5.            | Timrå IK       | 4             |    |               |            |            |            |  |  |        |        |        |
| 5.            | Timrå IK       | 4             | 1  | HV71          | 4          |            |            |  |  |        |        |        |
|               |                |               |    | HV71          | 4          |            |            |  |  |        |        |        |
|               | 2.             | Linköpings HC | 2  |               |            |            |            |  |  |        |        |        |
| 2.            | 2.             | Linköpings HC | 2  | Linköpings HC | 4          |            |            |  |  |        |        |        |
| 2.            |                |               |    | Linköpings HC | 4          |            |            |  |  |        |        |        |
| 7.            | Djurgårdens IF | 1             |    |               |            |            |            |  |  |        |        |        |
| 7.            | Djurgårdens IF | 1             | 2. | Linköpings HC | 4          |            |            |  |  |        |        |        |
|               |                |               | 2. | Linköpings HC | 4          |            |            |  |  |        |        |        |
|               | 4.             | Färjestad BK  | 1  |               |            |            |            |  |  |        |        |        |
| 4.            | 4.             | Färjestad BK  | 1  | Färjestad BK  | 4          |            |            |  |  |        |        |        |
| 4.            |                |               |    | Färjestad BK  | 4          |            |            |  |  |        |        |        |
| 6.            | Frölunda HC    | 3             |    |               |            |            |            |  |  |        |        |        |

### Viertelfinale
| HV71 – Skellefteå AIK           | HV71 – Skellefteå AIK | HV71 – Skellefteå AIK | HV71 – Skellefteå AIK |
| ------------------------------- | --------------------- | --------------------- | --------------------- |
| 11. März                        | Skellefteå AIK        | HV71                  | 2–1                   |
| 13. März                        | HV71                  | Skellefteå AIK        | 2–1                   |
| 15. März                        | Skellefteå AIK        | HV71                  | 1–7                   |
| 17. März                        | HV71                  | Skellefteå AIK        | 2–0                   |
| 18. März                        | HV71                  | Skellefteå AIK        | 6–0                   |
| HV71 gewinnt die Runde mit 4:1. |                       |                       |                       |

| Linköpings HC – Djurgårdens IF           | Linköpings HC – Djurgårdens IF | Linköpings HC – Djurgårdens IF | Linköpings HC – Djurgårdens IF |
| ---------------------------------------- | ------------------------------ | ------------------------------ | ------------------------------ |
| 11. März                                 | Djurgårdens IF                 | Linköpings HC                  | 0–1                            |
| 13. März                                 | Linköpings HC                  | Djurgårdens IF                 | 4–1                            |
| 15. März                                 | Djurgårdens IF                 | Linköpings HC                  | 4–2                            |
| 17. März                                 | Linköpings HC                  | Djurgårdens IF                 | 4–1                            |
| 18. März                                 | Linköpings HC                  | Djurgårdens IF                 | 4–2                            |
| Linköpings HC gewinnt die Runde mit 4:1. |                                |                                |                                |

| MODO Hockey – Timrå IK              | MODO Hockey – Timrå IK | MODO Hockey – Timrå IK | MODO Hockey – Timrå IK |
| ----------------------------------- | ---------------------- | ---------------------- | ---------------------- |
| 11. März                            | Timrå IK               | MODO Hockey            | 3–2 n. V.              |
| 13. März                            | MODO Hockey            | Timrå IK               | 2–5                    |
| 15. März                            | Timrå IK               | MODO Hockey            | 6–3                    |
| 17. März                            | MODO Hockey            | Timrå IK               | 5–3                    |
| 18. März                            | MODO Hockey            | Timrå IK               | 0–5                    |
| Timrå IK gewinnt die Runde mit 4:1. |                        |                        |                        |

| Färjestad BK – Frölunda HC              | Färjestad BK – Frölunda HC | Färjestad BK – Frölunda HC | Färjestad BK – Frölunda HC |
| --------------------------------------- | -------------------------- | -------------------------- | -------------------------- |
| 11. März                                | Frölunda HC                | Färjestad BK               | 3–1                        |
| 13. März                                | Färjestad BK               | Frölunda HC                | 4–2                        |
| 15. März                                | Frölunda HC                | Färjestad BK               | 4–0                        |
| 17. März                                | Färjestad BK               | Frölunda HC                | 4–2                        |
| 18. März                                | Färjestad BK               | Frölunda HC                | 3–2                        |
| 20. März                                | Frölunda HC                | Färjestad BK               | 5–4                        |
| 22. März                                | Färjestad BK               | Frölunda HC                | 3–1                        |
| Färjestad BK gewinnt die Runde mit 4:3. |                            |                            |                            |

### Halbfinale
| HV71 – Timrå IK                 | HV71 – Timrå IK | HV71 – Timrå IK | HV71 – Timrå IK |
| ------------------------------- | --------------- | --------------- | --------------- |
| 24. März                        | Timrå IK        | HV71            | 5–3             |
| 26. März                        | HV71            | Timrå IK        | 2–1             |
| 28. März                        | Timrå IK        | HV71            | 3–2             |
| 30. März                        | HV71            | Timrå IK        | 4–0             |
| 31. März                        | HV71            | Timrå IK        | 3–1             |
| 3. April                        | Timrå IK        | HV71            | 1–2             |
| HV71 gewinnt die Runde mit 4:2. |                 |                 |                 |

| Linköpings HC – Färjestad BK             | Linköpings HC – Färjestad BK | Linköpings HC – Färjestad BK | Linköpings HC – Färjestad BK |
| ---------------------------------------- | ---------------------------- | ---------------------------- | ---------------------------- |
| 24. März                                 | Färjestad BK                 | Linköpings HC                | 3–7                          |
| 26. März                                 | Linköpings HC                | Färjestad BK                 | 5–1                          |
| 28. März                                 | Färjestad BK                 | Linköpings HC                | 4–1                          |
| 30. März                                 | Linköpings HC                | Färjestad BK                 | 6–3                          |
| 31. März                                 | Linköpings HC                | Färjestad BK                 | 4–1                          |
| Linköpings HC gewinnt die Runde mit 4:1. |                              |                              |                              |

### Finale
| HV71 – Linköpings HC                     | HV71 – Linköpings HC | HV71 – Linköpings HC | HV71 – Linköpings HC |
| ---------------------------------------- | -------------------- | -------------------- | -------------------- |
| 7. April                                 | Linköpings HC        | HV71                 | 6–4                  |
| 9. April                                 | HV71                 | Linköpings HC        | 1–2                  |
| 11. April                                | Linköpings HC        | HV71                 | 3–4 n. V.            |
| 14. April                                | HV71                 | Linköpings HC        | 5–1                  |
| 16. April                                | HV71                 | Linköpings HC        | 7–3                  |
| 18. April                                | Linköpings HC        | HV71                 | 2–3 n. V.            |
| HV 71 gewinnt die Meisterschaft mit 4:2. |                      |                      |                      |

### Schwedischer Meister
| Schwedischer Meister HV71 | Torhüter: Andreas Andersson, Stefan Liv Verteidiger: Johan Åkerman, Patrick André Bovim, Daniel Grillfors, Per Gustafsson, Johan Halvardsson, Mikko Luoma, David Petrasek, Pasi Puistola, Lance Ward Angreifer: Johan Davidsson, Henrik Eriksson, Andreas Falk, David Fredriksson, Jan Hrdina, Andreas Jämtin, Eric Johansson, Jonas Johansson, Jari Kauppila, Per Ledin, Johan Lindström, Björn Melin, Mattias Tedenby, Martin Thörnberg, Jukka Voutilainen Cheftrainer: Kent Johansson |

## Auszeichnungen
- Guldhjälmen (Most Valuable Player) – Tony Mårtensson, Linköpings HC
- Honkens trofé (bester Torhüter) – Daniel Larsson, Djurgårdens IF
- Håkan Loob Trophy (bester Torjäger) – Mattias Weinhandl, Linköpings HC (35 Tore)
- Årets nykomling – Daniel Larsson, Djurgårdens IF
- Salming Trophy (bester Verteidiger) – Mikko Luoma, HV71
- Guldpipa (bester Schiedsrichter) – Marcus Vinnerborg